# 白河 (南达科他州)
白河（英語：White River），是美国南达科他州下属的一座城市。根据2010年美国人口普查，该市有人口586人。论人口在本州排行第107。